# Саут-Фаєтт Тауншип (округ Аллегені, Пенсільванія)
Саут-Фаєтт Тауншип (англ. South Fayette Township) — селище (англ. township) в США, в окрузі Аллегені штату Пенсільванія. Населення — 18 358 осіб (2020).

## Демографія
Згідно з переписом 2010 року, у селищі мешкало 14 416 осіб у 5862 домогосподарствах у складі 3818 родин. Було 6206 помешкань
Расовий склад населення:
| - 91,7 % — білих - 4,6 % — азіатів - 2,2 % — чорних або афроамериканців - 0,1 % — корінних американців |

До двох чи більше рас належало 1,2 %. Частка іспаномовних становила 1,0 % від усіх жителів.
За віковим діапазоном населення розподілялося таким чином: 24,5 % — особи молодші 18 років, 59,7 % — особи у віці 18—64 років, 15,8 % — особи у віці 65 років та старші. Медіана віку мешканця становила 41,0 року. На 100 осіб жіночої статі у селищі припадало 91,0 чоловіків;  на 100 жінок у віці від 18 років та старших — 86,5 чоловіків також старших 18 років.
Середній дохід на одне домашнє господарство  становив 102 877 доларів США (медіана — 74 105), а середній дохід на одну сім'ю — 123 034 долари (медіана — 97 668). Медіана доходів становила 76 661 долар для чоловіків та 50 100 доларів для жінок. За межею бідності перебувало 5,4 % осіб, у тому числі 3,6 % дітей у віці до 18 років та 8,0 % осіб у віці 65 років та старших.
Цивільне працевлаштоване населення становило 7683 особи. Основні галузі зайнятості: освіта, охорона здоров'я та соціальна допомога — 26,4 %, науковці, спеціалісти, менеджери — 14,2 %, роздрібна торгівля — 11,7 %.